# Amblyglyphidodon indicus
Amblyglyphidodon indicus är en art i familjen frökenfiskar som återfinns från Röda havet i väster till Andamansjön i öster. Den lever vid korallrev på ett djup mellan 2 och 35 meter och kan bli upptill cirka 8 cm. Födan består av zooplankton. 